# وان زمان
وان زمان هو لاعب كرة قدم ماليزي في مركز الوسط، ولد في 12 يونيو 1983 في كوتا بهارو في ماليزيا. لعب مع نادي كلنتن.

## وصلات خارجية
- وان زمان على موقع Soccerway.com (الإنجليزية)